# 湘赣省委机关旧址
26°56′34″N 114°14′37″E / 26.94278°N 114.24361°E
湘赣省委机关旧址位于中国江西省吉安市永新县县城禾川镇民主街，1996年被列为第四批全国重点文物保护单位。
1931年5月第二次反围剿胜利后，湘赣革命根据地形成。1931年8月1日，中国共产党在永新县成立湘赣临时省委，机关设在县城萧氏宗祠内。1934年2月第三次反围剿时，中国工农红军及中共湘赣省委机关撤离永新县城。
湘赣省委机关旧址即萧氏宗祠，建于1914年，砖木结构，正立面似教堂，内部为三进二天井，共有22个房间。中国工农红军湘赣省军区总指挥部旧址位于禾川中学（今任弼时中学）内，一同列入保护。